# Leonard Chess
 (février 2024).
Leonard Chess, né Lejzor Shmuel Czyż le 12 mars 1917 à Motal, alors en Pologne, aujourd'hui en Biélorussie et mort le 16 octobre 1969 à Chicago, est le fondateur du label de musique spécialisé dans le blues, Chess Records.

## Biographie
Né Lejzor Czyz dans le shtetl de Motal (ville située dans une zone géographique à l'époque sous administration polonaise mais correspondant aujourd'hui au Voblast de Brest en Biélorussie), il rejoint en 1928 (avec sa mère, sa sœur Malka et son frère Fiszel) son père à Chicago, dans l'Illinois, aux États-Unis. Le nom de famille Czyz est alors « américanisé » en « Chess » ; Lejzor devient Leonard, et Fiszel devient Philip.
Vers 1947, Leonard Chess et son frère, Philip, comptent parmi les pivots des nuits de Chicago. Ils se rapprochent rapidement d'Aristocrat Records, une maison de disques de Chicago, et l'orientent vers du blues plus authentique avec des artistes comme Muddy Waters, Sunnyland Slim et Willie Dixon et Bo Diddley.
Quelques années plus tard, les frères Chess prennent le contrôle de la société et la renomment Chess Records. My Foolish Heart (Gene Ammons), Rollin' Stone (Muddy Waters) et That's All Right (Jimmy Rogers) mettent en valeur la nouvelle orientation du label.
Chess contacte Sam Phillips (de Sun Records) pour l'aider à trouver de nouveaux artistes. Philips lui présente Howlin' Wolf, Bobby Bland, Rufus Thomas and Dr. Isaiah Ross. Parmi ces derniers, Howlin' Wolf devient le plus célèbre et le plus influent au sein de Chess Records. D'autres artistes légendaires les rejoignent rapidement comme Bo Diddley et Sonny Boy Williamson II. Dans les années 1950, le succès commercial du label ne cesse de croître avec des musiciens tels que The Moonglows, The Flamingos, Chuck Berry, Etta James, Fontella Bass, Koko Taylor, Little Milton, Laura Lee et Tommy Tucker. À partir de 1967, le label produit Rotary Connection.
Leonard Chess meurt le 16 octobre 1969 d'une crise cardiaque.

## Adaptations cinématographiques
- En 2008, le film Cadillac Records raconte l'ascension et la chute de Leonard Chess, qui est joué par l'acteur Adrien Brody.